# Кучутенков, Александр Амвросиевич
Александр Амвросиевич Кучутенков (19 июня 1898, Карташево, Тульская область — 21 января 1918, Коломна, Московская губерния) — красногвардеец.

## Биография
Родился в семье крестьянина. Отец вскоре после рождения сына переехал в Москву и стал маляром. Подростком устроился на работу учеником токаря в мастерских Борхарда по ремонту медицинских инструментов. В 1916 году устроился работать токарем в мастерских Московско—Казанской железной дороги.
Во время октябрьских боев в Москве в 1917 году вместе с другими красногвардейцами удерживал вокзалы, не пропуская подкрепления «белых» к Москве.
В начале 1918 года в рядах отряда московских красногвардейцев—железнодорожников выехал в Коломну, так как там эсеры не пропускали эшелоны с хлебом в Петроград и Москву.
На станции Голутвин при охране состава с хлебом, который отправлялся в Москву, с переходного моста над железнодорожными путями был убит выстрелом анархиста.
Похоронен у Кремлёвской стены.